# Ray Kon
Raymond Kon, bedst kendt som Ray Kon, og på japansk kendt som Rei Kon (金李 Kon Rei), er en fiktiv person i anime-serien Beyblade.
Ray er en stille fyr og åben over for sine venner. Siden han er fra Kina kan hans personlighed sammenlignes med Yin og Yang, hvis symbol han har på sit tøj. Han kan være stille og rolig, men også fyrig og stærk når det gælder beyblading.
| Anime- eller mangafigur | Spire Denne artikel om en anime- og/eller mangafigur er en spire som bør udbygges. Du er velkommen til at hjælpe Wikipedia ved at udvide den. |